# Hang động và Nghệ thuật đá kỷ Băng hà tại Swabian Jura
Hang động và Nghệ thuật đá kỷ Băng hà tại Swabian Jura là một bộ sưu tập 6 hang động nằm ở tiểu bang Baden-Württemberg, miền nam nước Đức. Chúng được sử dụng như là nơi trú ẩn của những người thời kỳ Băng hà cách đây khoảng 33.000 đến 43.000 năm trước. Các hang động nằm ở thung lũng Lone và Ach, thuộc dãy núi Swabian Jura. Tại các hang động, các nhà khảo cổ đã tìm thấy một bức tượng phụ nữ, tượng khắc hình con vật, nhạc cụ và đồ trang sức cá nhân. Một số bức tượng nhỏ mô tả hình ảnh nửa người nửa động vật. Các hang động là nơi có một số hình ảnh nghệ thuật cổ nhất thế giới, nó là bằng chứng để làm sáng tỏ nguồn gốc của sự phát triển nghệ thuật.

## Danh sách
Dưới đây là danh sách các hang động được UNESCO công nhận là Di sản thế giới vào năm 2017:
| Hình ảnh hang động | Tên                | Vị trí                                                          | Mô tả | Những phát hiện                                                             | Hình ảnh về sự phát hiện |
| ------------------ | ------------------ | --------------------------------------------------------------- | --- | --------------------------------------------------------------------------- | ------------------------ |
| Hình ảnh bổ sung   | Bocksteinhöhle     | Thung lũng Lone (48°33′15″B 10°09′17″Đ / 48,55424°B 10,15469°Đ) | | Lưỡi rìu lớn (được biết đến là Bocksteinmesser)                             | Bocksteinmesser          |
| Hình ảnh bổ sung   | Geißenklösterle    | Thung lũng Ach (48°23′54″B 9°46′17″Đ / 48,39821°B 9,77138°Đ)    | | Bàn tay tư thế cầu nguyện, sinh vật nửa người nửa vật bằng ngà voi          | Hình ảnh bổ sung         |
| Hình ảnh bổ sung   | Hohler Fels        | Thung lũng Ach (48°22′45″B 9°45′15″Đ / 48,37926°B 9,75409°Đ)    | | Bức tượng Vệ Nữ bằng ngà voi ma mút, sáo được làm từ xương Kền kền Griffon. | Hình ảnh bổ sung         |
| Hình ảnh bổ sung   | Hohlenstein-Stadel | Thung lũng Lone (48°32′58″B 10°10′23″Đ / 48,54931°B 10,17294°Đ) | Hang dài 50 m (160 ft), hẹp. Lối vào có chiều cao 8 m × 4 m (26 ft × 13 ft) wide by high.                                                     | Hình khắc nửa người nửa sư tử làm từ ngà voi ma mút                         | Hình ảnh bổ sung         |
| Hình ảnh bổ sung   | Sirgensteinhöhle   | Thung lũng Ach (48°23′13″B 9°45′40″Đ / 48,38704°B 9,76119°Đ)    | Tổng chiều dài của hang 42 mét (138 ft) với chiều cao tối đa là 10 m (33 ft); Ở phía sau hang được chiếu sáng bằng các lỗ tự nhiên trên trần. | Khoảng 5.000 dụng cụ đánh đá lửa và đá làm nhẵn.                            |                          |
| Hình ảnh bổ sung   | Vogelherd Cave     | Thung lũng Lone (48°33′31″B 10°11′39″Đ / 48,55865°B 10,19428°Đ) | | Hình con vật được khắc từ ngà voi ma mút                                    | Hình ảnh bổ sung         |